# Chekra Rammeh
Chekra Rammeh (arabe : شاكرة رماح) est une actrice tunisienne. Elle est notamment connue pour son rôle de Zohra dans la série télévisée Naouret El Hawa.
En octobre 2011, l'actrice fait la couverture du magazine people Tunivisions.

## Filmographie

### Cinéma

#### Longs métrages
- 2002 : Khorma de Jilani Saadi
- 2003 : La Danse du vent de Taïeb Louhichi
- 2004 : Parole d'hommes de Moez Kamoun (ar) : Khadija
- 2011 : Histoires tunisiennes de Nada Mezni Hafaiedh : Inès
- 2012 : Bab El Falla de Moslah Kraïem
- 2013 : Nesma de Homeïda Behi : Aida
- 2015 : Les Frontières du ciel de Farès Naânaâ et Nadia Khamari
- 2016 : Fleur d'Alep de Ridha Béhi

#### Moyens métrages
- 2008 : Penalty (Dharbet Jazzaa) de Nouri Bouzid

#### Courts métrages
- 2005 : Tsawer de Nejib Belkadhi et Souad Ben Slimane
- 2007 : Essket de Faten Hafnaoui
- 2008 : La Danse des cimetières[2] de Moncef Ben Mrad
- 2010 : À ma place de Mehdi Barsaoui
- 2012 : Seulement dimanche de Hsan Abdelghani
- 2012 : Bobby de Mehdi Barsaoui

### Télévision
- 2002 : Parfum de colère de Habib Mselmani : amie de Jenayna
- 2008 : Choufli Hal (invitée de l'épisode 14 de la saison 5) d'Abdelkader Jerbi : Mme Jihène
- 2011 : Nsibti Laaziza (invitée d'honneur des épisodes 1 et 2 de la saison 2) de Slaheddine Essid : Alia
- 2013 : Layem de Khaled Barsaoui
- 2014-2015 : Naouret El Hawa de Madih Belaïd : Zohra
- 2015 : Ambulance de Lassaad Oueslati : Narjess
- 2016 : Warda w Kteb d'Ahmed Rjeb : Noura
- 2016 : Embouteillage de Walid Tayaa
- 2017 : La Coiffeuse (ar) de Zied Litayem
- 2017 : Lemnara d'Atef Ben Hassine
- 2018 : Tej El Hadhra de Sami Fehri : Mahbouba, la femme de Fariq Ben Osmen Second
- 2018 : Lavage de Saif Dhrif
- 2019 : El Maestro de Lassaad Oueslati : Sameh
- 2021 : Awled El Ghoul (ar) de Mourad Ben Cheikh : Fatma
- 2023-2024 : Fallujah : Naïma

### Vidéos
- 2010 : spot publicitaire pour la marque de fromage tunisienne Fromy
- 2012 : spot publicitaire pour Butagaz, réalisé par Walid Tayaa

## Théâtre
- 1999 : Contre X de Taoufik Jebali
- 2000 : Ghasselet Nweder, mise en scène de Taoufik Jebali
- 2001 : Ici Tunis de Taoufik Jebali
- 2001 : Le Fou (Al Majnoun), texte d'Antonius Bechir et mise en scène de Taoufik Jebali
- 2004 : Klem Ellil de Taoufik Jebali
- 2009 : Saherto, texte d'Ali Douagi et mise en scène de Chedly Arfaoui
- 2009 : Hobb Story, Sex in the (Arab) City, mise en scène de Lotfi Achour
- 2010 : Désir de Chedly Arfaoui, adaptation de la pièce Un tramway nommé Désir de Tennessee Williams
- 2012 : Nicotine, texte et mise en scène d'Atef Ben Hassine
- 2015 : Borj Loussif[3] de Chedly Arfaoui, adaptation de la pièce La Chatte sur un toit brûlant de Tennessee Williams